# 木地智美
木地 智美（きじ ともみ、1980年4月22日 - ）は、日本のフリーアナウンサー。気象予報士、防災士である。

## 人物
富山県立富山高等学校でアナウンサーになる石本沙織、深井ゆきえと同級。東京女子大学卒業後、2003年にNHK富山放送局に契約キャスターとして入局。2年間の契約終了後、北日本放送にレポーター・契約アナウンサーとして入社、2009年3月25日まで勤務。TBSラジオに出演経験あり。
その後、地元タウンマネージメント機関での勤務を経て気象予報士の資格を取得し、日本気象協会入職。2010年1月4日より、福岡のテレビ西日本で夕方ニュースを担当してきた。
2013年4月よりNHK富山放送局に気象キャスターとして復帰した。
2018年4月より2025年1月まで富山テレビ放送で契約アナウンサーとして勤務。退社後、自身のウェブサイトを開設。

## 現在の担当番組
なし

## 過去の担当番組
テレビ
- KNBニュース（土・日のみ）
- ハチナビ スーパーニュース 月曜気象情報（テレビ西日本）
- TNCスーパーニュース
- ニュース富山人（気象情報）前任者が妊娠・出産のため、その代役として起用。担当コーナー名はそれを引き継いで「きじさんのおてんき」。
- ライブBBT（天気キャスター）

ラジオ
- じょぶら〜★
- コンビニラジオ相本商店いらっしゃいませ〜
- とれたてワイド朝生!
- 日本列島こんにちは
- ラジオの気象情報